# Île Vauvilliers
L'île Vauvilliers (ou Nië) est une île de Nouvelle-Calédonie située à environ 11 km à l'est de l'île de Lifou dans les îles Loyauté. Elle dépend de la commune de Lifou.

## Géographie
L'île Vauvilliers, de forme allongée, fait 3,15 km de longueur et 0,6 km de largeur maximales pour une superficie de 1,85 km2. Entièrement recouverte de végétation, elle est entourée d'un platier et n'est accessible que par hélicoptère ou par une petite embarcation pouvant accoster au sud.

## Histoire
En juin 1827, l'île est abordée pour la première fois par un Européen par Jules Dumont d'Urville lors de son voyage austral à bord de L'Astrolabe qui lui donne le nom d'île Vauvilliers.
L'île Vauvilliers, rattachée à Lifou, fait partie de l'aire coutumière Drehu.